# کوه قیصر
کوه قیصر (به لاتین: Kayser Mountain) یک کوه در گرینلند است که در پارک ملی شمال شرق گرینلند واقع شده‌است. کوه قیصر ۱٬۰۹۴ متر بالاتر از سطح دریا واقع شده‌است.